# Tomáš I. Pálffy
Tomáš I. Pálffy (maďarsky Báró PálffyTamás, 1534–1581) byl uherský šlechtic a válečník z rodu Pálffyů. Vykonál úřad hlavního kapitána hradu Várpalota a župana Zvolenského kraje.

## Život
Narodil se jako nejstarší syn Petra Pálffyho a jeho manželky Žofie Dersffyové ze Szerdahely (* kolem roku 1517 – † před rokem 1569). Měl bratra Mikuláše Pálffyho, účastníka rábské bitvy v roce 1598 a sestru Kateřinu (1542–1616)
Tomáš Pálffy v mládí vstoupil do armády, sloužil v Győru pod vedením Adama Galla a Jiřího Thuryho Levického.
V roce 1562 byl zajat v bitvě u Szécsény vedené Ördögem Rézmanem a strávil 3 roky v konstantinopolském zajetí s dalšími velícími důstojníky. Sloužil také se Štěpánem z Illésházy, jenž se po smrti Jana Kružiće z Lupoglavy stal druhým manželem Tomášovy sestry Kateřiny. Štěpán byl kapitánem v Rábu, Levicích, Banské Bystrici a znovu v Levicích a od roku 1573 byl hlavním kapitánem várpalotského hradu.
V roce 1581 byl povýšen do stavu svobodných pánů.
Trvalá strádání a nebezpečný způsob života podlomily jeho zdraví. Tomáš svobodný pán Pállfy zemřel v roce 1581 a byl pochován ve farním kostele v Pezinku.

## Potomstvo
Podle některých zdrojů zemřel bezdětný, podle jiného měl syna Tomáše (II.), který měl syna Tomáše (III.) a dceru Sabinu, která byla provdána za Stanislava Niczyczkého.